# Pierre Landrodie
Pierre Landrodie est un homme politique français né le 29 octobre 1858 à Vanxains (Dordogne) et mort le 21 octobre 1922 au Bouscat (Gironde).
D'abord journaliste, il devient préfet en 1894 et termine sa carrière comme trésorier-payeur-général de la Gironde. Il est sénateur de la Charente-Maritime de 1920 à 1922, inscrit au groupe de la Gauche républicaine.

## Sources
- « Pierre Landrodie », dans le Dictionnaire des parlementaires français (1889-1940), sous la direction de Jean Jolly, PUF, 1960 [détail de l’édition]